# Dansk skörbjuggsört
Dansk skörbjuggsört (Cochlearia danica) är en ört inom och familjen korsblommiga växter.